# Nieves Concostrina
Nieves Concostrina Villarreal (Madrid, 1 de agosto de 1961) es una periodista y escritora española.

## Trayectoria
Empieza su carrera periodística en Diario 16 entre 1982 y 1997, y posteriormente en televisión en Antena 3 y Vía Digital, donde trabajó con Jesús Hermida, Mercedes Milá y Pepe Navarro.
Dirigía el espacio sobre cementerios, epitafios de personajes famosos y todo aquello relacionado con la muerte denominado Polvo Eres en Radio 5 hasta la desaparición del mismo. Colaboró con temas parecidos en la sección El Acabose del programa del fin de semana No es un día cualquiera dirigido por Pepa Fernández en Radio 1, donde también colabora con Concostorias y, actualmente participa en el programa La Ventana de la Cadena Ser donde se encarga de la sección Acontece, que no es poco. En la misma cadena tiene desde 2015 su programa propio de divulgación histórica llamado Cualquier tiempo pasado fue anterior, codirigido con Jesús Pozo, y en el que colaboran Ana Valtierra (Contarte el Arte) y Emma Vallespinós y Pepe Rubio (música).
También ha colaborado en RNE en el programa Acércate al Quijote
Es redactora jefe de la revista Adiós y colabora en la revista Yo Dona.
Es miembro del Consejo de Dirección del Instituto Quevedo del Humor, dependiente del Patronato de la Fundación General de la Universidad de Alcalá.
Es vicepresidenta de la Fundación Inquietarte.
Ha colaborado como autora del epílogo del libro Las mujeres de las cerezas.

## Libros
- Polvo Eres (2008).[3]

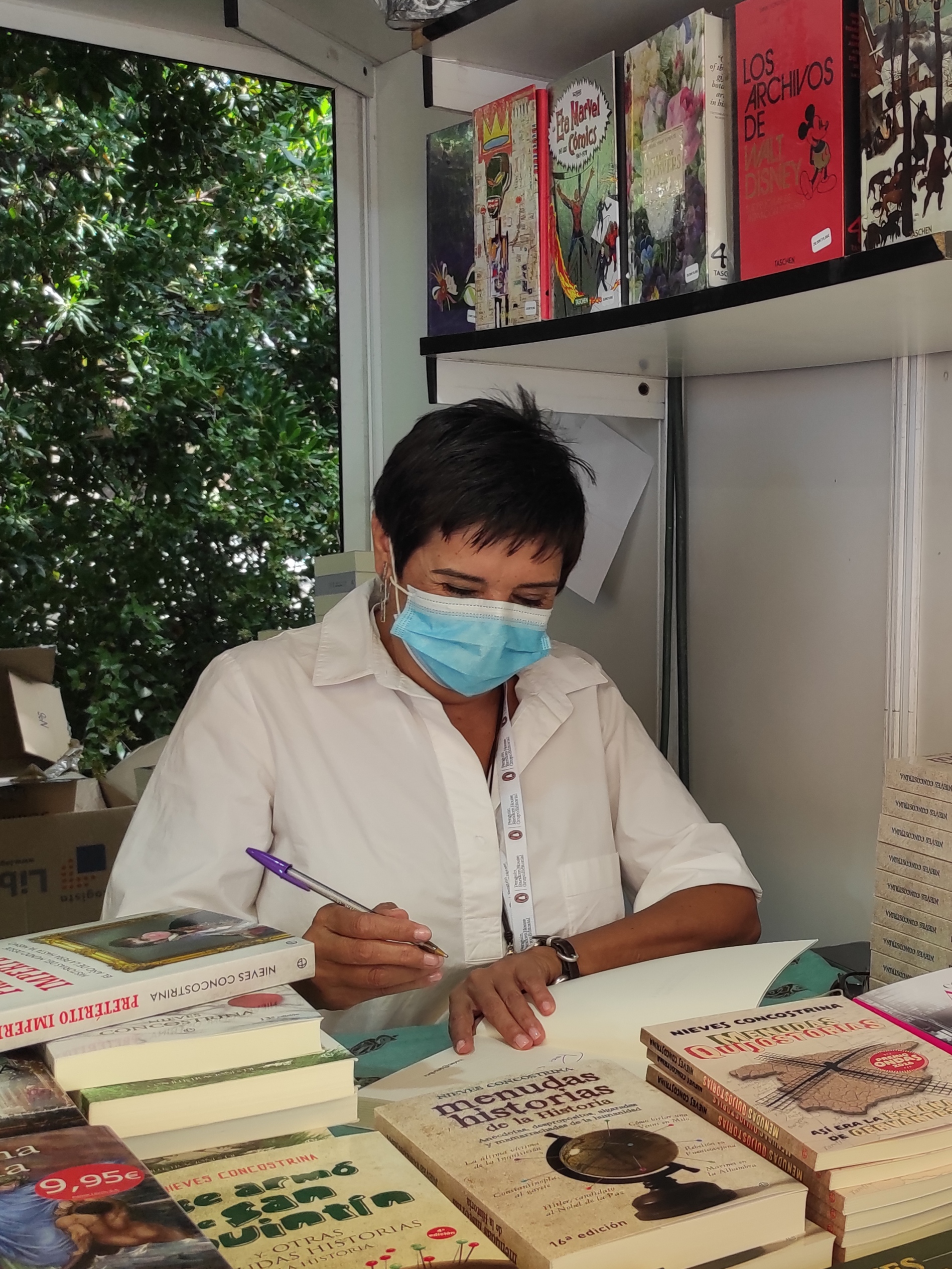
Feria del libro de Madrid 2021

- Menudas historias de la historia (2009)[4] un viaje por los hechos más curiosos que han acontecido a lo largo de la historia.
- ...Y en polvo te convertirás, el libro de fotografías de epitafios (2010).[5]
- Polvo eres II. Muertes ilustradas de la humanidad (2011).[6]
- Se armó la de San Quintín (2012).[7]
- Antonia (2014).[8]
- Menudas Quijostorias (2016).[9]
- Pretérito imperfecto (2018).[10]
- La historia en apuros (2021).[11]
- Cualquier tiempo pasado fue anterior (2021).
- Acontece que no es poco (2023).

## Premios y reconocimientos
- 1998 Premio Villa de Madrid de Periodismo en prensa escrita.[12]
- 2005 XX Premio Andalucía de Periodismo, en su modalidad de radio, de la Junta de Andalucía.[13]
- 2010 Premio Internacional de Relatos Paradores de España.[13]
- 2010 Premio Internacional Rey de España de Periodismo en Radio.[13]
- 2010 Micrófono de Oro que concede la Federación Española de Asociaciones de Radio y Televisión.[14]
- 2016 Premio Ondas al mejor tratamiento informativo. Las concostorias cervantinas en el Programa No es un día cualquiera de RNE.[15]
- 2021 Premio Mujeres Progresistas en la categoría Cultura, otorgado por la Federación de Mujeres Progresistas.[16]
- 2023 Premio Memoria Histórica Región de Murcia.[17]

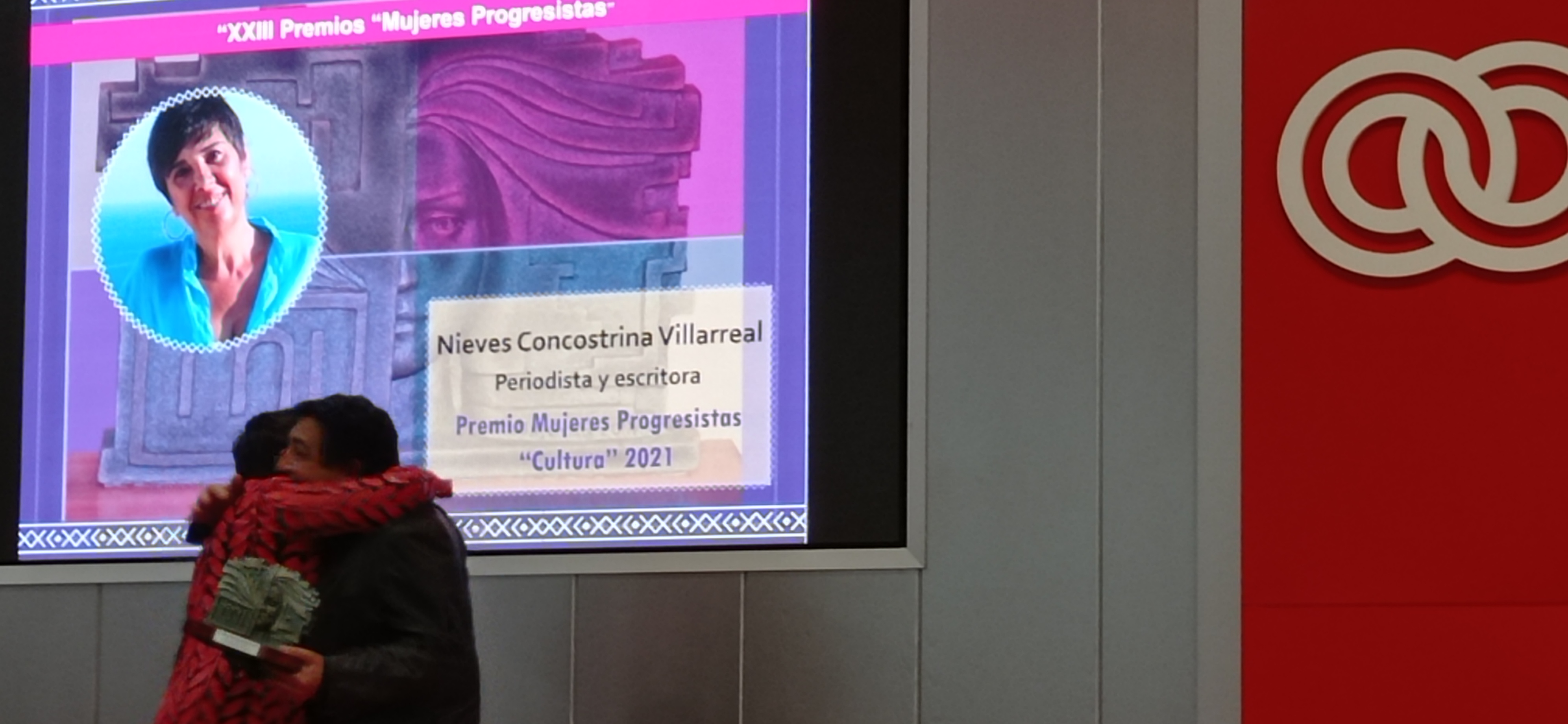
Nieves Concostrina recoge el Premio Mujeres Progresistas 2023